# 奥埃讷河畔巴佐什
奥埃讷河畔巴佐什（法語：Bazoches-sur-Hoëne，法語發音：[bazɔʃ syʁ ɔɛn] ⓘ）是法国奥恩省的一个市镇，位于该省中东部偏南，属于莫尔塔涅欧佩什区。

## 地理
奥埃讷河畔巴佐什（48°33'7"N, 0°28'17"E）面积21.44 平方千米，位于法国诺曼底大区奧恩省，该省份为法国西北部内陆省份，北起顺时针与卡爾瓦多斯省、厄尔省、厄尔-卢瓦省、萨尔特省、马耶讷省和芒什省接壤。
与奥埃讷河畔巴佐什接壤的市镇（或旧市镇、城区）包括：圣日耳曼德马蒂尼、比尔、萨尔特河畔尚波、库尔茹、拉梅尼耶尔、圣塞罗娜-莱莫尔塔涅、圣伊莱尔勒沙泰勒、圣旺德塞什鲁夫尔。

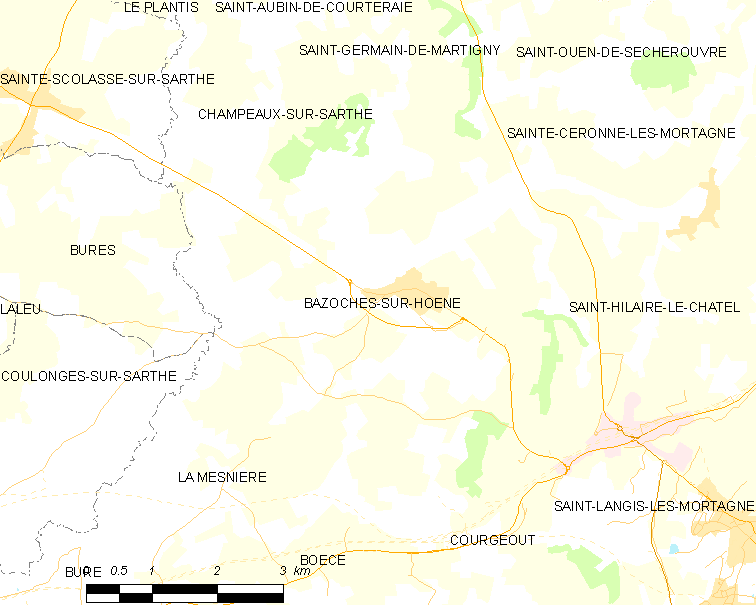
奥埃讷河畔巴佐什的OSM定位图

奥埃讷河畔巴佐什的时区为UTC+01:00、UTC+02:00（夏令时）。

## 行政
奥埃讷河畔巴佐什的邮政编码为61560，INSEE市镇编码为61029。

## 政治
奥埃讷河畔巴佐什所属的省级选区为莫尔塔涅欧佩什县。

## 人口

1962-2008年间奥埃讷河畔巴佐什人口变化图示

奥埃讷河畔巴佐什于2022年1月1日时的人口数量为833人。